# Thorbjørn Svenssen
Thorbjørn Svenssen (Sandefjord, 22 de abril de 1924 – Sandefjord, 8 de janeiro de 2011) foi um jogador de futebol norueguês.

## Carreira
Svenssen foi defensor, e é um recordista em seu país, pois é o jogador que mais vezes atuou pela seleção nacional, com 104 partidas. Nunca marcou gols pela equipe nacional e sua estreia foi em um jogo amistoso contra a Polônia, em 11 de junho de 1947. Também é recordista em atuações como capitão, com 93 partidas e sua centésima participação em partidas pela seleção foi em 17 de Setembro de 1961, contra a seleção da Dinamarca.
Seu apelido era klippen ("a rocha"), por ser forte e alto, além de manter a calma sob estados de pressão. Outra qualidade era a liderança que exercia sobre os companheiros e sua séria dedicação aos treinos.
Nos clubes, dedicou-se exclusivamente à equipe de sua cidade natal, o Sandefjord. Na primeira metade da década de 1950, o clube figurava entre os principais do seu país, porém, nunca chegou a vencer um título de importância, nem Svenssen. Suas melhores marcas foram os vice-campeonatos em 1950 e 1956.